# Lienne de Luçon
Lienne ou Léone (mort vers la fin du IVe siècle) était un prêtre du Poitou. Disciple, confident et ami de l'évêque Hilaire de Poitiers, il accompagna celui-ci lors de son exil en Phrygie. Il est vénéré comme saint par l'Église catholique.

## Biographie
On sait très peu de choses sur sa vie.
Après sa mort, Lienne fut vénéré comme saint. En 994 le seigneur de la Roche-sur-Yon, Ingelemus, acquis ses reliques auprès des chanoines de Saint-Hilaire de Poitiers. Elles furent conservées dans une chapelle dédiée à la Roche-sur-Yon, mais disparurent pendant la guerre de Cent Ans en 1369, et furent remplacées par une statue, détruite à son tour pendant la Révolution. 
Une des principales chapelles de l'église Saint-Louis de La Roche-sur-Yon lui est dédiée.